# 堤匡孝
堤 匡孝（つつみ まさたか、1976年6月23日 - ）は、福岡県出身の日本の俳優。バイ・ザ・ウェイ所属。身長180 cm。体重73 kg。血液型はA型。趣味はドラム、読書、映画鑑賞。特技はバスケットボール、料理。

## 出演

### 映画
- 「命」（2002年9月14日）
- 「お蛇ヶ池団地」（2005年2月5日）
- 「HINOKIO」（2005年7月9日）
- 「東京フレンズ The Movie」（2006年8月12日）
- 「ぐるりのこと。」（2008年6月7日）
- 「252 生存者あり」（2008年12月6日）
- 「誰も守ってくれない」（2009年1月24日）
- 「アンダルシア 女神の報復」（2011年6月25日）

### テレビドラマ
- 「救命病棟24時」シリーズ（フジテレビ）
  - 第2シリーズ 最終話（2001年9月18日）[3]
  - 新春スペシャル（2002年1月1日）
  - 第4シリーズ 最終話（2009年9月22日）[4]
- 「恋するトップレディ」第2話（2002年1月15日、フジテレビ）[5]
- 「ロング・ラブレター〜漂流教室〜」第2話（2002年1月16日、フジテレビ）[6]
- 「ゴールデンボウル」第1話（2002年4月20日、日本テレビ）[7]
- 「春ランマン」第3話（2002年4月23日、フジテレビ）[8]
- 「ビッグマネー!〜浮世の沙汰は株しだい〜」第3話（2002年4月25日、フジテレビ）[9]
- 「恋愛偏差値」最終話（2002年9月19日、フジテレビ）
- 「最後の弁護人」第5話（2003年2月12日、日本テレビ）
- 土曜ワイド劇場（テレビ朝日）
  - 「リカ」（2003年3月1日）[10]
  - 「ラスト・プレゼント」（2005年6月11日）[11]
  - 「隠蔽捜査」第1作（2007年3月10日）[12]
  - 「温泉㊙︎大作戦」第17作（2016年4月16日） - 壷井 役[13][14]
- 「ビギナー」第3話・最終話（2003年10月20日・12月15日、フジテレビ） - 司法修習生 役[15]
- 「共犯者」第6話（2003年11月19日、日本テレビ）[16]
- 「仔犬のワルツ」第1話（2004年4月17日、日本テレビ）[17]
- 「離婚弁護士」第6話（2004年5月20日、フジテレビ）[18]
- 「君が想い出になる前に」第2話（2004年7月13日、フジテレビ）[19]
- 「エンジン」最終話（2005年6月27日、フジテレビ）[20]
- 金曜エンタテイメント「星に願いを〜七畳間で生まれた410万の星〜」（2005年8月26日、フジテレビ）
- 「世にも奇妙な物語」「2005秋の特別編『越境』」（2005年10月4日、フジテレビ） - 秘密警察 役[21]
- DRAMA COMPLEX「警視庁特殊部隊512」（2005年11月29日、日本テレビ）[22]
- 「着信アリ」第9話（2005年12月9日、テレビ朝日）[23]
- 月曜ミステリー劇場「ムコ入り刑事 高山家・明の事件ファイル」第2作（2005年12月12日、TBS） - 社員 役[24]
- 「小早川伸木の恋」（2006年1月12日 - 3月23日、フジテレビ）
- 「翼の折れた天使たち」第4話（2006年3月2日、フジテレビ）[25]
- 「医龍-Team Medical Dragon-」シリーズ（フジテレビ）
  - 「医龍-Team Medical Dragon-」第1話 - 第3話・第5話・第6話・第8話（2006年4月13日 - 4月27日・5月11日・5月18日・6月1日）[26]
  - 「医龍-Team Medical Dragon-2」第3話・第10話・最終話（2007年10月25日・12月13日・12月20日） - 医師 役[27]
  - 「医龍-Team Medical Dragon-3」第1話・第5話・第6話・最終話（2010年10月14日・11月11日・11月18日・12月16日） - 麻酔医 役[28]
- 土曜プレミアム（フジテレビ）
  - 「ザ・ヒットパレード〜芸能界を変えた男・渡辺晋物語〜」後編（2006年5月27日）[29]
  - 「遙かなる約束」（2006年11月25日）
  - 「誰も守れない」（2009年1月24日）[30]
- バリューナイトフィーバー「死ぬかと思った」（2006年6月17日、日本テレビ）[31]
- 「HERO」特別編（2006年7月3日、フジテレビ）[32]
- 「東京フレンズ」第1話（2006年7月24日、フジテレビ）[33]
- 「ほんとにあった怖い話」（2006年8月22日、フジテレビ）
- 「サプリ」第10話（2006年9月11日、フジテレビ）[34]
- 「だめんず・うぉ〜か〜」第7話（2006年11月23日、テレビ朝日）[35]
- 「女の一代記 向井千秋〜夢を宇宙に追いかけた人〜」（2007年1月12日、フジテレビ）
- 「スカルマン〜闇の序章〜」（2007年4月21日、フジテレビ）[36]
- 「ファースト・キス」第9話・最終話（2007年9月3日・9月17日、フジテレビ）
- 「SP 警視庁警備部警護課第四係」第2話 - 第4話（2007年11月10日 - 11月24日、フジテレビ）
- 「ガリレオ」最終話（2007年12月17日、フジテレビ） - 社員 役[37]
- 「のだめカンタービレ 新春スペシャル in ヨーロッパ」後編（2008年1月5日、フジテレビ） - コンサート関係者 役[38]
- 「あんみつ姫の大冒険!」（2008年1月6日、フジテレビ） - 家来 役[39]
- 「交渉人〜THE NEGOTIATOR〜」第1話・第7話（2008年1月10日・2月21日、テレビ朝日）[40]
- 「パンドラ」第5話・第6話（2008年5月4日・5月11日、WOWOW） - 記者 役[41]
- 「秘書のカガミ」第7話（2008年5月24日、テレビ東京） - 神田英樹 役[42]
- 「コード・ブルー -ドクターヘリ緊急救命- 1st season」第1話・第3話・第8話（2008年7月3日・7月17日・8月21日、フジテレビ） - 工藤時生 役[43]
- 「太陽と海の教室」第8話（2008年9月8日、フジテレビ） - 救助隊員 役
- 「風のガーデン」（2008年10月9日 - 12月18日、フジテレビ） - 医師 役
- 「魔女裁判」第7話 - 第9話（2009年6月13日 - 7月4日、フジテレビ）
- 「誰かが嘘をついている」（2009年10月6日、フジテレビ）[44]
- 「不毛地帯」（2009年10月15日 - 2010年3月11日、フジテレビ） - 社員 役
- 「輪廻の雨」（2010年1月4日、フジテレビ） - 工員 役[45][46]
- 「左目探偵EYE」第1話 - 最終話（2010年1月23日 - 3月13日、日本テレビ）[47]
- 「GOLD」第5話（2010年8月5日、フジテレビ） - ウエイター 役
- 「なぜ君は絶望と闘えたのか」前編・後編（2010年9月25日・9月26日、WOWOW）[48]
- 「流れ星」第8話（2010年12月6日、フジテレビ）
- 「告発〜国選弁護人」第1話（2011年1月13日、テレビ朝日）[49]
- 「名前をなくした女神」第3話 - 第5話（2011年4月26日 - 5月10日、フジテレビ） - 古賀 役[50][51][52][53]
- 「スミレ刑事の花咲く事件簿」第4話（2011年3月27日、フジテレビTWO）[54]
- 「バラ色の聖戦」（2011年9月25日、テレビ朝日）[55]
- 「死神くん」第5話（2014年5月23日、テレビ朝日） - 佐藤順平 役[56]
- 「ディア・シスター」第2話（2014年10月23日、フジテレビ）
- 「ダークスーツ」第1話・第3話 - 最終話（2014年11月22日・12月6日 - 12月27日、NHK）[57]
- 「松本清張 霧の旗」（2014年12月7日、テレビ朝日） - 同房人 役
- 赤と黒のゲキジョー「上流階級〜富久丸百貨店外商部〜」（2015年1月16日、フジテレビ）[58]
- 「医師たちの恋愛事情」第7話（2015年5月21日、フジテレビ）
- 「アイムホーム」最終話（2015年6月18日、テレビ朝日）
- 「婚活刑事」第2話（2015年7月9日、日本テレビ） - 三好 役[59]
- 「探偵の探偵」第6話・第7話（2015年8月13日・8月20日、フジテレビ）
- BSフジサスペンス「熱血シングル・ファザー〜新聞記者・新庄圭吾の事件ファイル〜」第3作（2016年7月18日、BSフジ）[60]
- 「営業部長 吉良奈津子」第8話（2016年9月8日、フジテレビ）
- 「カインとアベル」第1話・最終話（2016年10月17日・12月19日、フジテレビ）
- 「4号警備」第3話（2017年4月22日、NHK）[61]
- 「やすらぎの郷」第101話（2017年8月21日、テレビ朝日） - 原自動車学校の職員 役[62][63]
- 「越路吹雪物語」第8話・第11話・第12話（2018年1月17日・1月22日・1月23日、テレビ朝日）
- 大河ドラマ「西郷どん」第20話 - 第23話（2018年5月27日 - 6月17日、NHK） - 田中謙助 役[64]
- 「健康で文化的な最低限度の生活」第1話・第6話（2018年7月17日・8月21日、フジテレビ） - 平川孝則 役[65][66][67]
- 「dele」第4話（2018年8月17日、テレビ朝日）
- 「リーガルV〜元弁護士・小鳥遊翔子〜」第8話（2018年12月6日、テレビ朝日）
- 「松本清張 砂の器」（2019年3月28日、フジテレビ）[68]
- 「ラジエーションハウス〜放射線科の診断レポート〜」第1話（2019年4月8日、フジテレビ）
- 「ドクターX〜外科医・大門未知子〜 第6シリーズ」第7話（2019年11月28日、テレビ朝日）
- 「同期のサクラ」最終話（2019年12月18日、日本テレビ）[69]
- 「やすらぎの刻〜道」第215話（2020年2月11日、テレビ朝日）
- 「24 JAPAN」第4話・第5話（2020年10月30日・11月6日、テレビ朝日）
- 「教場II」前編・後編（2021年1月3日・1月4日、フジテレビ） - 臨床検査技師 役[70][71]
- 「監察医 朝顔 第2シリーズ」第12話（2021年2月1日、フジテレビ） - 刑事 役

### 配信ドラマ
- 「サヨナラの恋」（2010年10月1日、BeeTV）[72]
- 「シニカレ」（2012年、NOTTV）
- 「宇宙を駆けるよだか」第1話（2018年8月1日、Netflix）[73][74]

### テレビアニメ
- 「信長協奏曲」（2014年7月12日 - 9月20日、フジテレビ） - モーションアクター[75]

### バラエティー
- 「経済ドキュメンタリードラマ ルビコンの決断」（2009年4月16日 - 2010年9月16日、テレビ東京）

### 舞台
- 「わが町」（1998年7月）
- 「女の一生」（1998年11月）
- 「雨の運動会」（1999年3月）
- 「ソープオペラ」（1999年5月）
- 「血は立ったまま眠っている」（1999年10月）
- 「お気に召すまま」（2000年5月）
- 「アイスクリームマン」（2000年7月）
- 「華々しき一族」（2000年10月）
- 「OUR COUNTRY’S GOOD」（2001年2月）
- 「A Secret Society ～10年後の思い出～」（2002年10月20日 - 10月25日）
- 「ひふみ」（2003年4月3日 - 4月6日）
- 「オムニー」 （2010年4月30日 - 5月2日）
- 「あかねの間」（2011年8月5日 - 8月7日）
- 「HERO」（2012年5月24日 - 5月27日）
- 「ウェディングドレス」 （2012年11月8日 - 11月11日）
- 「ゆらり」（2013年11月20日 - 11月24日）
- 「エリカな人々 ーこの愛らしい、恥さらしな世代へー」（2014年2月26日 - 3月4日）
- 「女子穴」（2014年7月9日 - 7月15日）
- 「分際」（2014年11月14日 - 11月24日）
- 「片恋。」（2015年8月25日 - 8月30日）
- 「センチュリープラント2016」（2016年5月25日 - 6月5日）
- 「あるいは真ん中に座るのが俺」（2017年5月3日 - 5月7日）
- 「独唱」（2017年5月26日 - 5月30日）
- 「愚痴リスナーさとこ」（2018年3月16日 - 3月18日）
- 「見えず、ある」（2018年10月19日 - 10月24日）
- 「銀河英雄伝説 Die Neue These ～第二章 それぞれの星～」（2019年5月30日 - 6月2日 / 6月8日 - 6月9日）
- 「Visual Record ～記憶法廷～」（2019年6月27日 - 7月1日）
- 「銀河英雄伝説 Die Neue These ～第三章 嵐の前～」（2019年10月24日 - 10月27日 / 11月2日・11月3日）

### CM
- インフォマーシャル「中小企業退職金共済制度」（2001年10月 - 12月）
- NTTコミュニケーションズ（2001年12月 - 2002年3月）
- 東京電力 エコキュート（2002年3月 - 9月）
- 大正製薬「パブロンエース」（2002年9月 - 2003年3月）
- NTTドコモ九州（2003年3月 - 5月）
- ブリヂストン「B-style出産篇」（2003年3月 - 2004年9月）
- Vodafone「703SH 店頭にて篇」（2005年9月） - ナレーション
- JR東海「AMBITIOUS JAPAN! 2」（2004年3月 - 6月）
- 花王 ヘルシア緑茶（2008年10月 - 2009年4月）
- 太田胃散 胃腸薬（2008年11月 - 2009年4月）
- NTT東日本「フレッツ光・フレッツテレビ大忙し篇」（2009年6月 - 12月）
- 小林製薬 糸ようじ（2011年1月 - 2012年1月）

### その他
- 「ケースで学ぶ パワー・ハラスメント対応」（2005年）